# The EMBO Journal
The EMBO Journal (EMBO J.) ( Journal of the European Molecular Biology Organization) es una revista científica revisada por pares que se centra en artículos  que describen investigaciones originales de interés general en biología molecular y áreas relacionadas. La revista se estableció en 1982 y fue publicada por Nature Publishing Group en nombre de la Organización Europea de Biología Molecular hasta el lanzamiento de la editorial EMBO en 2013.
El factor de impacto de la revista en 2015 fue de 9,6. Según las estadísticas de ISI Web of Knowledge , la revista fue incluida en 2014 con un factor de impacto de 10.434 en la categoría de bioquímica y biología molecular en el undécimo lugar de 289 revistas y en la categoría de biología celular en el 17. de 184 revistas.

## Métricas de revista
2022
- Web of Science Group : 11.598
- Índice h de Google Scholar: 429 (2025)
- Scopus: 10.859